# DRG ET 25 sorozat
A DRG ET 25 sorozat vagy a későbbi nevén DB 425 sorozat egy német Bo'2'+2'2'+2'Bo' tengelyelrendezésű villamos motorvonat-sorozat volt. Összesen 39 épült a DRG részére.

## Története
Az ET 25 sorozatot a Deutsche Reichsbahn szerezte be az 1930-as években. A vonatok közül néhányat a második világháború után tovább használt Nyugat-Németország vasútja, a Deutsche Bundesbahn, ahol 1968-ban átkeresztelték a sorozatot DB 425-re. Az utolsó egységek 1985-ig voltak forgalomban. Két egység a DB Museum-ba került.